# Hugo Rönnblads sällskap
Hugo Rönnblads sällskap var ett resande teatersällskap under ledning av Hugo Rönnblad, verksamt åren 1901-1915. Rönnblad har beskrivits som "landsortens farsmästare". Oftast spelades den kvinnliga huvudrollen i hans uppsättningar av hustrun Ingeborg Rönnblad. 
Det var dock inte bara franska komedier på repertoaren. Även skådespel av exempelvis Ibsen, Maurice Maeterlinck, Max Halbe och Hjalmar Söderberg framfördes, och konversationsstycken av George Bernard Shaw, Somerset Maugham, Sacha Guitry och Tristan Bernard. Dessutom spelade man många folkliga stycken, såsom "Engelbrekt och hans dalkarlar", "Tatlows hemlighet" och Frans Hodells "Andersson, Pettersson och Lundström".
Bland skådespelarna som engagerades genom åren kan nämnas de båda farsspecialisterna Eric Zachrison och Ernst Öberg. Andra som spelat hos Rönnblad är Knut Lindroth, Victor Sjöström, Einar Fröberg och Mauritz Stiller. Bland damerna kunde noteras Hilda Forsslund och Ellen Ädelstam.
De resande teatersällskapen var ofta en god skola för skådespelare i början av sin karriär. Rönnblad knöt dock helst färdiga aktörer till sällskapet. En skådespelare som dock fick sitt genombrott i Hugo Rönnblads sällskap var Gösta Ekman d.ä.
Sällskapet lades ned i samband med Ingeborg Rönnblads död 1915.

## Uppsättningar
- 1911 – Den starkaste av Clyde Fitch, regi Hugo Rönnblad[1]

### Fotnoter
1. ↑  ”Teater, konst, litteratur”. Dagens Nyheter:  s. 6. 18 januari 1911. http://arkivet.dn.se/arkivet/tidning/1911-01-18/14618/6. Läst 2 augusti 2015.